# Ali Sabieh (district)
Ali Sabieh este unul din cele 11 districte ale Republicii Djibouti aflat în regiunea Ali Sabieh.